# Modra
Modra (en llatí Modra, en grec antic Μόδρα) era una petita ciutat que segons Estrabó estava situada a la Frígia Epicteta a les fonts del riu Gallus a la frontera amb Bitínia.
Estrabó parla de ἐκ Μόδρων, i deixa suposar que no era una ciutat sinó un districte. Però se sap per Constantí Porfirogènit que el districte es deia Modrene i no Modron.